# Polna (góra)
Polna (522 m n.p.m.) – góra w Południowym Grzbiecie Gór Kaczawskich, leżąca w bocznym grzbieciku odchodzącym ku południowi od Leśnicy, w masywie Łysej Góry. Zbudowana jest z zieleńców, diabazów i łupków zieleńcowych należących do metamorfiku kaczawskiego. Na szczycie znajdują się niewielkie laski i zagajniki, większość zboczy zajmują pola i łąki.